# جشنواره بین‌المللی فیلم سن سباستین ۲۰۱۹
شصت و هفتمین جشنواره بین‌المللی فیلم سن سباستین از ۲۰ تا ۲۸ سپتامبر ۲۰۱۹ برگزار شد. این جشنواره از بزرگ‌ترین رویدادهای سینمایی در میان کشورهای اسپانیایی زبان است

## برندگان
| نام جایزه                                                         | نام فیلم          | برنده                                                        |
| ----------------------------------------------------------------- | ----------------- | ------------------------------------------------------------ |
| صدف طلایی                                                         | آرام              | تکزان پکستون وینترز (برزیل-ایالات متحده آمریکا)              |
| صدف نقره‌ای                                                        | سنگر بی‌پایان      | آیتور آرگی، جون گارانیو و خوزه ماری گوئناگا (اسپانیا-فرانسه) |
| جایزه بهترین فیلمنامه                                             | سنگر بی‌پایان      |                                                              |
| جایزه صدف نقره‌ای بهترین بازیگر مرد                                | آرام              | بوکاسا کابنگله                                               |
| جایزه صدف نقره‌ای بهترین بازیگر زن                                 | دختر یک دزدآدیشن  | گرتا فرناندز (اسپانیا)نینا هاس (آلمان-فرانسه)                |
| جایزه ویژه هیئت داوران                                            | پروکسیما          | آلیس وینوکور (فرانسه-آلمان)                                  |
| جایزه بخش افق‌های لاتین                                            | دوباره باز دوباره | (آرژانتین)                                                   |
| جایزه بهترین فیلمبرداری                                           | آرام              | لائورا مریانس                                                |
| تقدیر ویژه بخش افق‌های لاتین                                       | عصبانیت           | دیگو وگا و دانیل وگا از (پرو و کلمبیا)                       |
| جایزه کارگردان جوان                                               | اهداف خوب         | آنا گارسیا بلایا از (آرژانتین)                               |
| جایزه نگاه جشنواره                                                | بگذار قانون باشد  | خوان سولاناس                                                 |
| جایزه اصلی بخش جنبی «زابالتگی تاباکالرا»                          | در خانه بودم، اما | آنگلا شانِلِک (آلمان)                                          |
| تقدیر بخش جنبی «زابالتگی تاباکالرا»                               | بچه‌های ایزادورا   | دمین مانیول از فرانسه و کره                                  |
| بخش جنبی جایزه کارگردان‌های جدید                                   | برخی هیولاها      | کوتکسا بانک                                                  |
| تقدیر                                                             |                   | خورخه ریکلمه                                                 |
| تقدیر ویژه                                                        | خواهر             | سِوِتلا تسوتسورکووا (بلغارستان و قطر)                          |
| جایزه فیپرشی بین‌المللی فدراسیون منتقدان فیلم برای بهترین فیلم سال | رُما               | آلفونسو کوارون                                               |
| جایزه مخاطبان                                                     | خاص‌ها             | اولیوه ناکاشه و اریک تولدانو (فرانسه)                        |
| جایزه مخاطبان برای بهترین فیلم اروپایی                            | ببخشید جا ماندی   | کن لوچ از بریتانیا، فرانسه و آلمان                           |
| جایزه بین‌المللی آرته                                              | دختر خشم          | لورا باومایستر                                               |
| جایزه دونوستیای                                                   |                   | پنه‌لوپه کروز، کوستا گاوراس و دونالد ساترلند                  |
| جایزه زینمایرا                                                    |                   | خوزه ماریا لارا                                              |

## یادداشت
1. ↑  این فیلم رابطه پدر-دختری را روایت می‌کند موفق به کسب جایزه صدف نقره‌ای بهترین بازیگر مرد برای بوکاسا کابِنگله هم شد و جایزه فیلمبرداری را هم برای لورا مریانز به ارمغان آورد. کمپانی تولید فیلم دارن آرنوفسکی از تهیه‌کنندگان فیلم بود.
2. ↑  این فیلم دربارهٔ مردی است که خودش را در جریان جنگ داخلی اسپانیا در دیوارهای خانه‌اش پنهان می‌کند
3. ↑  نقش زنی از طبقه کارگر که به عنوان یک مادر تنها باید فرزندش را هم بزرگ کند
4. ↑  در نقش آنا معلم ویلون ظاهر شده بود
5. ↑  جایزه دوم پس از صدف طلایی محسوب می‌شود
6. ↑  فیلم با بازی رومینا پائولا که برای اولین بار در جشنواره رتردام دیده شد، فیلمی اتوبیوگرافیک دربارهٔ مادری تنهاست که تلاش دارد هویت مادر بودن را برای خودش تعریف کند.
7. ↑  اولین فیلم بلند کارگردان
8. ↑  مستندی در حمایت از حقوق زنان در آرژانتین
9. ↑  درامی دربارهٔ رابطه یک مادر-پسر
10. ↑  دربارهٔ خشونت در طبقه متوسط شیلی است